# Acrodinia
L'Acrodinia infantile (nota anche come "malattia da calomelano" e "malattia rosa") è un tipo di avvelenamento causato dal mercurio. La malattia colpisce prevalentemente i bambini in età prescolare e scolare.
La parola deriva dal greco, dove άκρο significa fine, estremità e οδυνη significa dolore.

## Presentazione clinica
I pazienti  affetti da acrodinia frequentemente presentano febbre accompagnata da un rapido decadimento delle condizioni generali e da alterazioni del carattere. In breve si associa inappetenza cui segue dimagrimento. Il bambino oltre a manifestare importante irritabilità e modificazione del suo ritmo sonno-veglia, tende a rifiutare di camminare e talora anche semplicemente di rimanere in piedi, verosimilmente in relazione al dolore accusato alle gambe ed all'addome.
Il caratteristico eritema acrale è seguito in pochi giorni dai sintomi cardine della malattia.

### Disturbi comportamentali
I disturbi comportamentali consistono in:
- atteggiamenti insoliti,
- tendenza alla silenziosità,
- labilità emotiva con scoppi di pianto senza motivo apparente,
- alterazioni dell'appetito,
- sovvertimento dei gusti,
- sete intensa,
- insonnia.

### Alterazioni neurologiche
I disturbi neurologici si manifestano con:
- alterazioni della sensibilità delle estremità (mani e piedi),
- formicolii,
- sensazione di intenso calore.

### Alterazioni muco-cutanee
La pelle si solleva in bolle e vescicole che rompendosi lasciano scoperta una piccola zona di cute che rappresenta una porta ideale per la penetrazione di batteri e conseguenti processi infettivi secondari. Sulla mucosa orale si possono notare numerose ulcere. Il paziente presenta inoltre forte salivazione e bruxismo, con tendenza alla perdita dei denti.

### Alterazioni cardiovascolari
I disturbi cardiovascolari consistono solitamente in:
- ipertensione arteriosa
- tachicardia.

## Test diagnostici
Il dosaggio dell'eliminazione di mercurio nelle urine consente di confermare la diagnosi. Tuttavia è stato ipotizzato che l'eziologia di questa sindrome sia una reazione idiosincratica o di ipersensibilità al mercurio, poiché spesso vi è mancanza di correlazione con i livelli di mercurio ematici ed escreti nelle urine.

## Terapia
L'allontanamento dalla fonte tossica di mercurio oppure, nei casi provocati da farmaci, la sospensione di eventuali trattamenti a base di mercurio (a titolo di esempio antielmintici, gammaglobuline, creme o pomate a base di mercurio) assicura la guarigione.

## Prevenzione
L'avvelenamento da mercurio, principalmente da calomelano utilizzato nelle polveri e amalgami da dentizione, cominciò ad essere ampiamente accettato come causa dell'acrodinia nel 1950 e '60. La prevalenza di acrodinia è diminuita notevolmente dopo che il calomelano è stato escluso dalla maggior parte delle polveri da dentizione ed oggi si utilizzano prevalentemente amalgami dentali “metal free”.